# Nanaspis tonsa
Nanaspis tonsa is een eenoogkreeftjessoort uit de familie van de Nanaspididae. De wetenschappelijke naam van de soort is voor het eerst geldig gepubliceerd in 1959 door Humes & Cressey.